# Kościół Najświętszej Maryi Panny Wniebowziętej w Jasieniu
Kościół Najświętszej Maryi Panny Wniebowziętej w Jasieniu – rzymskokatolicki kościół parafialny, znajdujący się w miejscowości Jasień, w powiecie brzeskim województwa małopolskiego.

## Historia kościoła
Kościół wzniesiono z fundacji Spytka z Melsztyna, herbu Leliwa. Powstał w 1436 roku. Jest to budowla gotycka, murowana z miejscowego piaskowca i kamienia. Tworzy ją jednonawowy korpus oraz węższe od niego prostokątne prezbiterium z przylegającą od północy zakrystią. Z zewnątrz ściany opinają masywne skarpy. Dach jest dwuspadowy, o stromych połaciach pokrytych czerwoną blachodachówką, z wyrastającą ponad nawą neogotycką wieżyczką na sygnaturkę. Prezbiterium jest prostokątne, dwuprzęsłowe. Posiada sklepienie krzyżowo‑żebrowe. Żebra kamienne opadają na wsporniki dekorowane motywem nisz maswerkowych. Na jednym zworniku widnieje stylizowany gotyckim herbem monogram maryjny, zwieńczony koroną, na drugim znajduje się Leliwa – herb fundatora.
Ołtarz główny, neogotycki, wykonany został w 1930 r. przez Stanisława Rogóża. Znajduje się w nim obraz Wniebowzięcia Najświętszej Maryi Panny z XVIII wieku. Dwa ołtarze boczne pochodzą z XVIII w., podobnie chrzcielnica i lawaterz kamienny. W wejściu południowym zachowały się stare drzwi z ozdobnymi okuciami z XV wieku, a na ścianie malowane zacheuszki z wieku XVI.